# Regierungsstraße (Magdeburg)

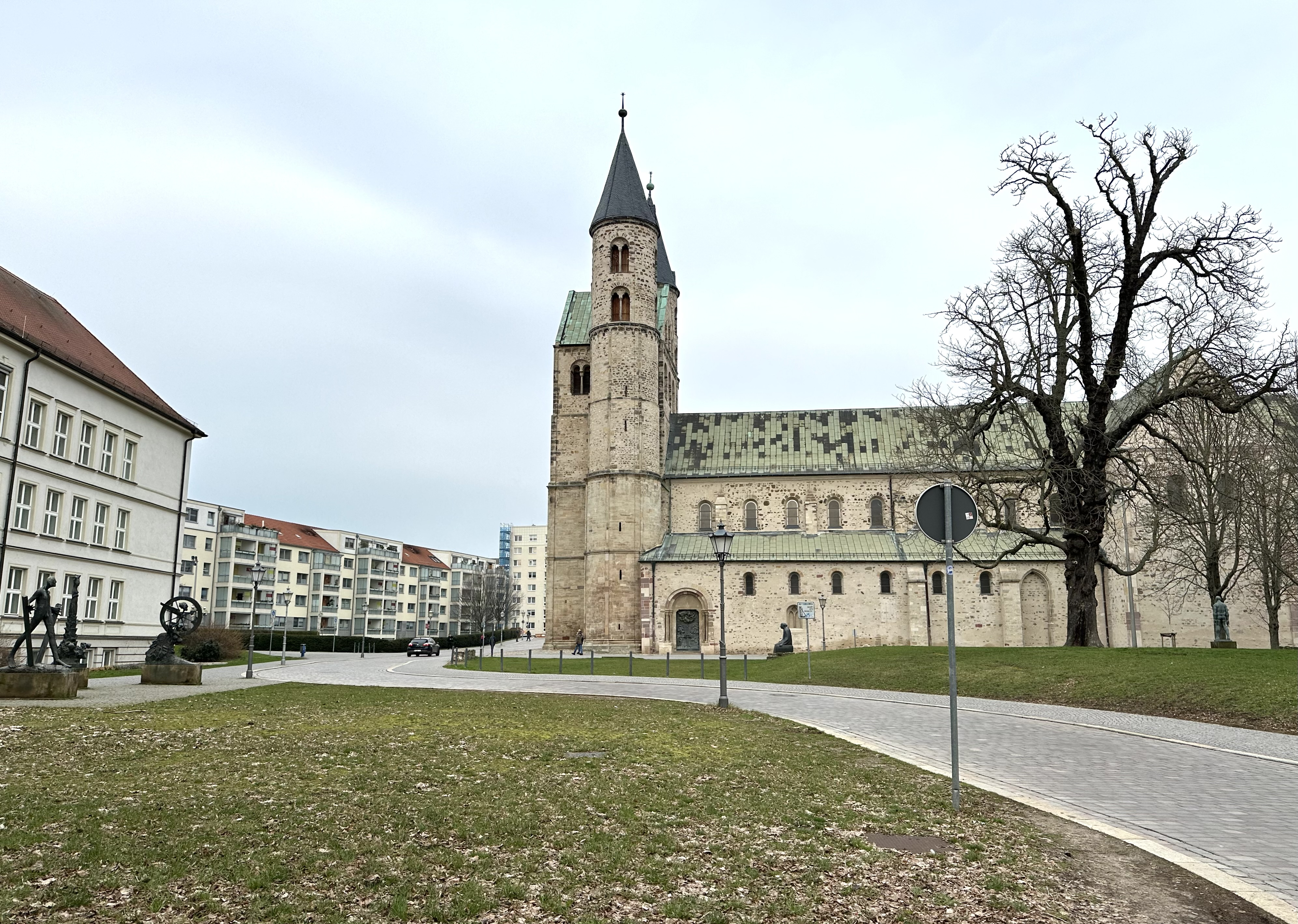
Blick von Süden auf die Regierungsstraße im Jahr 2024, der Bogen ist der Bereich des ehemaligen Klosterkirchhofs

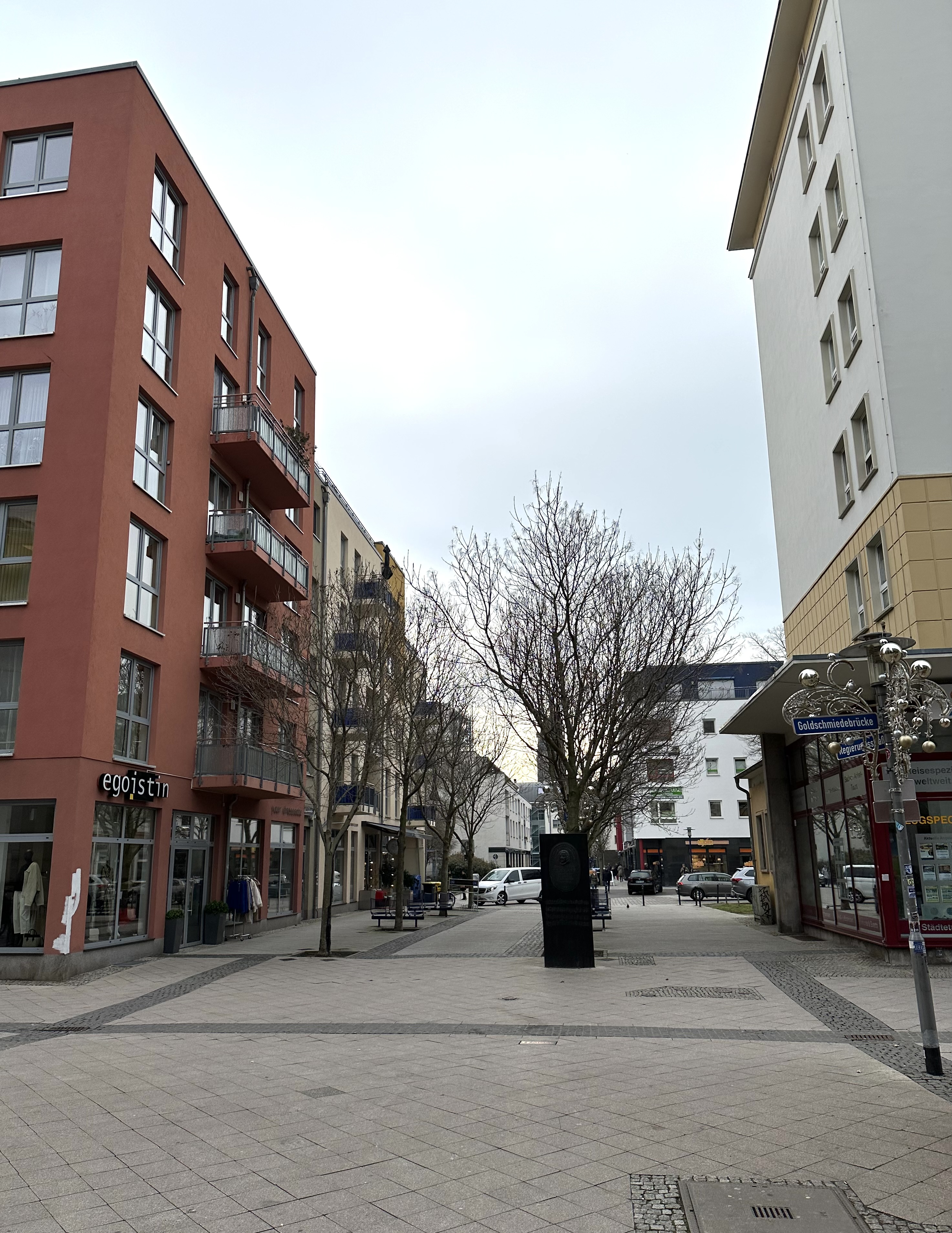
Blick von Norden

Die Regierungsstraße ist eine Straße in Magdeburg in Sachsen-Anhalt.

## Lage und Verlauf
Die Straße befindet sich in der Magdeburger Altstadt. Sie beginnt an der nordöstlichen Ecke des Domplatzes, von Osten mündet hier die Straße Gouvernementsberg ein. Die Regierungsstraße verläuft von hier aus nach Norden, vorbei am auf der Ostseite gelegenen Kloster Unser Lieben Frauen. Nördlich des Klosters mündet von Osten die Große Klosterstraße ein, etwas weiter nördlich quert die Regierungsstraße den Bärplatz, auf den von Westen die Bärstraße mündet. Weiter nach Norden verlaufend, mündet von Westen die, heute unbenannte, Schildergasse auf die Regierungsstraße. Letztlich mündet die Regierungsstraße am nördlichen Ende auf die heutige Goldschmiedebrücke.
Die Hausnummerierung verläuft mit den ungeraden Nummern beginnend mit der Nummer 1 auf der Westseite von Süden aufsteigend. Nach der Nummer 17 mündet von Westen die Bärstraße ein. Auf der Ostseite sind nur die Nummern 4 und 6 für das Kloster Unser Lieben Frauen vergeben. Die ungerade Nummerierung springt dann auf die Ostseite, wo sich die Nummer 19a gegenüber der Einmündung der Bärstraße befindet. Östlich hiervon stehen drei in der Zeit der DDR in Plattenbauweise errichtete Wohnblöcke mit den ungeraden Nummern 19 bis 23, 25 bis 29 und 37. Sie nehmen den nordöstlichen Bereich des Areals ein und gehören der Adressierung nach zur Regierungsstraße, stehen zum Teil jedoch räumlich deutlich von der Straße getrennt. Die gerade Nummerierung wird dann mit den Nummern 22 und 24 wieder auf der Westseite fortgeführt.
Historisch begann die Nummerierung mit der Nummer 1 südlich der Marienkirche des Klosters Unser Lieben Frauen auf der Ostseite und verlief dann nördlich der Kirche aufsteigend bis zur Nummer 6 an der Einmündung der Großen Klosterstraße. Die Nummern 7 bis 15 befanden sich nördlich der Großen Klosterstraße im Bereich bis zur Heiligegeiststraße, die sich gegenüber der Bärstraße befand. Die Nummer 16 lag dann auf der Westseite, südlich der Bärstraße. Nach der Nummer 17 mündete die Steinstraße ein, nach der Nummer 23 die Poststraße. Die Nummerierung verlief auf der Westseite dann weiter nach Süden bis zur Nummer 27 an die sich das bereits zur Kreuzgangstraße gehörende Eckhaus anschloss.
Der Bereich im heutigen südlichsten Teil der Regierungsstraße gehörte zum Klosterkirchhof. Dessen Hausnummer 1, 2 und 8 lagen auf der Ostseite der Straße. Der Bereich westlich wurde vom Gebäude Domplatz 6 eingenommen.
Der heutige nördlichste Teil der Regierungsstraße, nördlich der Bärstraße, gehörte zur Goldschmiedebrücke. Die Nummerierung begann an der südöstlichen Ecke, nördlich der Heiliggeiststraße mit der Nummer 1 und verlief dann aufsteigend an der Ostseite bis zur Nummer 8. Die Ecke zur Berliner Straße, der heutigen Goldschmiedebrücke, wurde von der Heiliggeistkirche eingenommen. Auf der Westseite verlief die Nummerierung beginnend mit der Nummer 9 wieder nach Süden. Nach der Nummer 15 mündete die Schildergasse von Westen kommend ein. Es folgten die Nummern 16 bis 20. Letztere war das Eckhaus zur Bärstraße.

## Geschichte

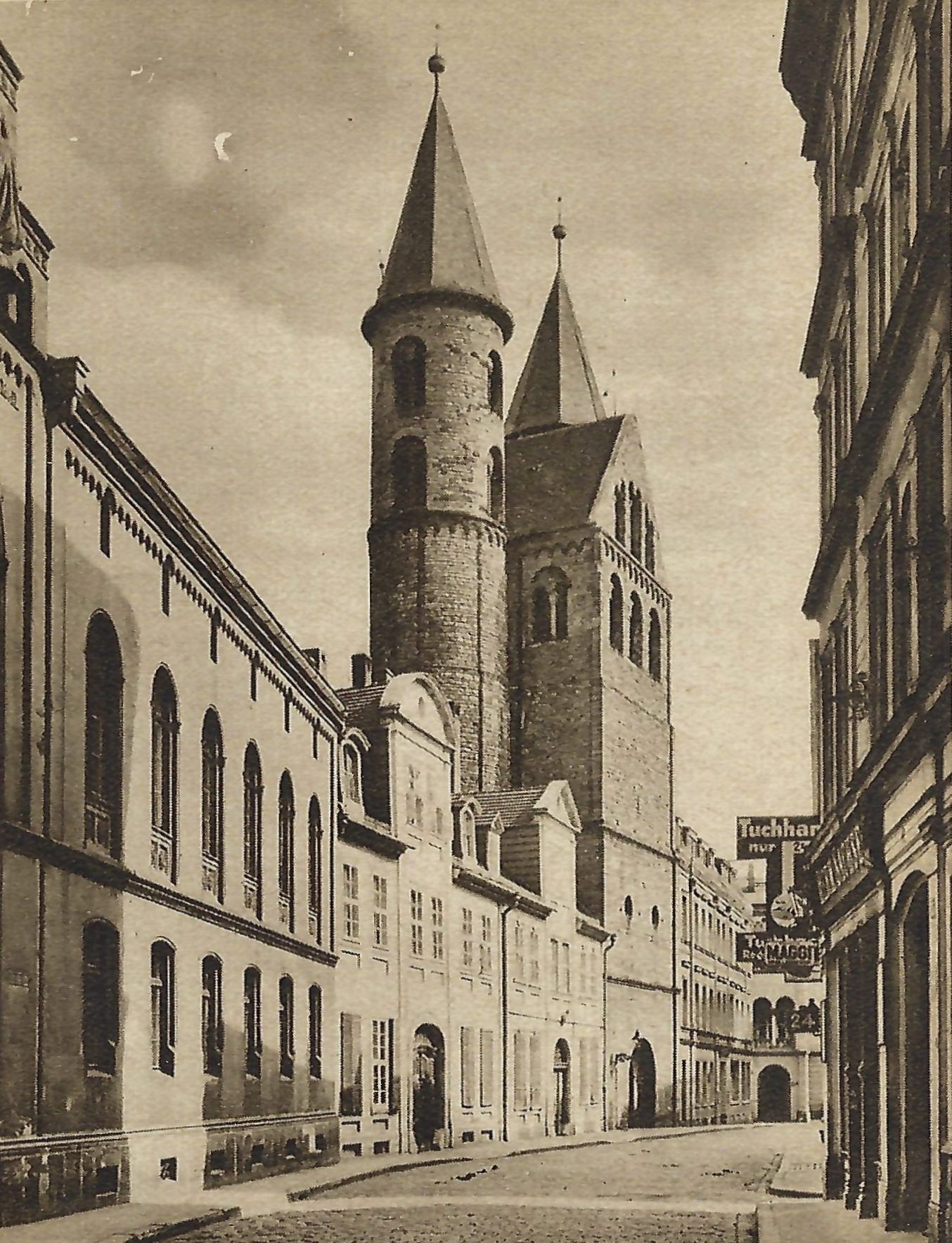
Regierungsstraße, vor 1933

Im Mittelalter wurde die Straße Steinstraße genannt. Der Name war auch für die benachbarte Steinstraße gebräuchlich und ging vermutlich darauf zurück, dass diese Straßen bereits früh, als Zuwegung vom Breiten Weg zum Kloster Unser Lieben Frauen, gepflastert waren. Im Mittelalter bestand auch noch eine später verbaute Nebenstraße (wohl das Steinstraßen-Horn), die südlich der Hausnummer 13 nach Osten abging und nach einem Bogen letztlich in die Heiligegeiststraße einmündete.
Während der Nordteil der Regierungsstraße zur Ratsstadt gehörte, lag der südliche Teil, etwa ab der Poststraße, in der Stiftsfreiheit. Die Grenze befand sich nördlich der Häuser Regierungsstraße 6 und 22, die jeweils noch zur Stiftsfreiheit gehörten. Im Jahr 1552 wurde dann für den heutigen mittleren Teil der Regierungsstraße erstmalig der Name Schendeikebrücke genannt. Spätere Formen dieses Namens waren Schöne-Deyck-Brücke und Schönteigbrücke. Der Name war nur für den Teil der Ratsstadt gebräuchlich. Die Bedeutung dieses Namens ist unklar. Für die Silbe Schen wird angenommen, dass sie ursprünglich nicht für Schön stand. Für deike wurden als Bedeutung sowohl Deich, als auch Teich oder Teig erwogen, ohne, dass dies wirklich sinnhaft erscheint. Es gab die, wohl unrichtige, Vermutungen, gemeint sei ein schöner Teich, der möglicherweise zu Feuerlöschzwecken angelegt gewesen sei. Der Name war dann nach 1552 wohl in Vergessenheit geraten, wurde jedoch erstmalig wieder 1751 in Straßenlisten geführt. Diese Bezeichnung blieb bis 1807 in Gebrauch. Es gibt Vermutungen, dass dieser Name jedoch im Alltagsgebrauch der Bevölkerung nicht wieder verwurzelt war. Andererseits wurde für den Straßenabschnitt die Bezeichnung Die schöne Deyckbrücke in einer umfangreichen Beschreibung der Stadt im Jahr 1800 ohne Anmerkung anderer Namen genutzt. Tatsächlich in Nutzung waren für den nördlichen Teil zumindest jedoch ab 1632 zunächst andere Namen. Zum Teil wurde der nördliche zur Ratsstadt gehörende Teil im 17. und 18. Jahrhundert mit zur Goldschmiedebrücke gezählt. Häufiger waren jedoch die Namen Bei den Glocken, Bei der Großen Glocke vereinzelt auch Große Glockenstraße oder Beim Schlage. Diese Namen gingen auf die Häuser Nummer 13 Zur kleinen Glocke, Nummer 14 Zu den drei Glocken und Nummer 15 Zur großen Glocke bzw. Nummer 23 Zum goldenen Schlage zurück. Zum Teil waren die verschiedenen Namen auch unterschiedlichen Abschnitten der Straße zugeordnet. Die Bezeichnung mit Glocke dann für den Bereich zwischen Bärplatz und Steinstraße, Schlag hingegen für den Teil zwischen Stein- und Poststraße. Der südlichste Teil im Bereich des Stiftsgebiets scheint in dieser Zeit keinen Namen gehabt zu haben. Erstmalig in der Zeit um 1730 wurde dieser Teil dann als Regierungsstraße bezeichnet. Diese Benennung ging auf den im Haus Domplatz 6 eingerichteten Sitz der königlichen Regierung zurück. Noch bis 1807 war der Name Regierungsstraße nur für den südlichsten Teil gebräuchlich und wurde dann auch auf den nördlichen Teil ausgedehnt.
Der Name der in der nördlichen Verlängerung ursprünglich gelegenen Goldschmiedebrücke ging auf den Umstand zurück, dass das Haus Goldschmiedebrücke Nummer 4 über lange Zeit als Innungshaus der Goldschmiede fungierte und in dessen Umfeld auch diverse Goldschmiede ansässig waren. Der Namensbestandteil Brücke ist in Magdeburg für mehrere Straßen gebräuchlich und geht auf eine frühere Pflasterung der Straße zurück. Sie hatten in der Mitte der Straße Steinplatten. Eine erste Erwähnung des Namens Goldschmiedebrücke erfolgte 1552. Zu diesem Zeitpunkt erstreckte sich der Name jedoch auch noch weiter nach Norden auf die spätere Tischlerbrücke. Noch bis in das 18. Jahrhundert hinein wurde für die Tischlerbrücke auch noch der Name Goldschmiedebrücke genutzt. Bei der Anbringung von Straßenschildern im Jahr 1755 verlief die Goldschmiedebrücke von der Bärstraße im Süden bis zur Dreienbrezelstraße im Norden. In den folgenden Jahrzehnten wurde der nördliche Teil zwischen Berliner Straße (heutige Goldschmiedebrücke) bis zur Dreienbrezelstraße der Tischlerbrücke zugeschlagen. Seit 1798 war der Name Goldschmiedebrück dann nur noch für den Bereich zwischen Bärstraße und Berliner Straße in Nutzung.
Nach den Zerstörungen des Zweiten Weltkriegs blieb die Straße zwar erhalten, die ursprüngliche Bebauung verschwand jedoch weitgehend. Nur das Kloster Unser Lieben Frauen blieb bestehen. Der südlichste Teil wurde der Regierungsstraße zugeschlagen, so dass sie nunmehr auf den Domplatz mündet. Im Bereich der nördlich angrenzenden ehemaligen Goldschmiedebrücke wurden in der Zeit der DDR drei Wohnblöcke errichtet, die der Regierungsstraße zugeordnet wurden, so dass die Straße auch nach Norden, bis zum damaligen Zentralen Platz, verlängert wurde. Der Straßenverlauf entspricht dort in etwa aber nicht mehr exakt dem historischen Verlauf. Mit dem Bau des Allee Centers entstand dort, mit veränderter Ausrichtung in Ost-West-Orientierung, die heutige Goldschmiedebrücke, auf die nun die verlängerte Regierungsstraße einmündet. Die Nummerierung wurde völlig verändert.

## (Historische) Häuser der Regierungsstraße
Die nachfolgende Aufstellung umfasst alle heute zur Regierungsstraße gehörenden Bereiche, auch wenn sie in der Vergangenheit zum Klosterkirchhof oder der ehemaligen Goldschmiedebrücke gehörten. Da die heutige sprunghafte und unzusammenhängende Nummerierung eine geordnete Darstellung erschwert, werden die Grundstücke beginnend am südlichen Ende der Ostseite aufgeführt. Es wird dann nach Norden verlaufend die Ostseite und im Norden beginnend nach Süden die Westseite gelistet. Soweit Neubauten sich nicht in die historische Grundstücksstruktur einfügen, werden sie ungefähr an der entsprechenden Stelle eingeordnet.
| Hausnummer                                                             | Name                                             | Bemerkungen | Bild                                                    |
| ---------------------------------------------------------------------- | ------------------------------------------------ | --- | ------------------------------------------------------- |
| Klosterkirchhof 1 (alt) heute: ohne Nummer                             |                                                  | |                                                         |
| Klosterkirchhof 2 (alt) heute: ohne Nummer                             |                                                  | |                                                         |
| Klosterkirchhof 8 (alt) heute: ohne Nummer                             |                                                  | |                                                         |
| Regierungsstraße 1 (alt) heute: ohne Nummer                            | Braunes Haus                                     | siehe Hauptartikel | Haus Regierungsstraße 1 vor 1929                        |
| ohne Nummer (alt) heute Regierungsstraße 4, 6                          | Kloster Unser Lieben Frauen                      | siehe Hauptartikel | Marienkirche des Klosters Unser Lieben Frauen           |
| Regierungsstraße 2 (alt) heute: ohne Nummer                            | Haus Regierungsstraße 2                          | siehe Hauptartikel | Regierungsstraße 2                                      |
| Regierungsstraße 3 (alt) heute: ohne Nummer                            | Haus Regierungsstraße 3                          | siehe Hauptartikel | Regierungsstraße 3                                      |
| Regierungsstraße 4 (alt) heute: ohne Nummer                            |                                                  | An der Stelle des Hauses befand sich in der Vergangenheit das Eingangstor vom Vorhof des Klosters Unser Lieben Frauen durch die innere Mauer zu den Gebäuden der inneren Klausur des Klosters. In der Zeit um 1724 wurde ein Haus mit Mittelgiebel errichtet und dann von der Klosterverwaltung vermietet. Bis 1727 mietete es der Domvogt Hofrat Reiche. Auf ihn folgte bis 1731 der Regierungsadvokat Friedrich Beerbeck, bis 1739 dann der Kammersekretär Joh. Georg Stämler. Danach mietete es bis 1750 der Sekretär Rademin, bis 1762 der Kriegs- und Domänenrat von Windheim. Es folgte bis 1780 der Kammersekretär Joh. Wilhelm Beckmann, bis 1786 der Hauptmann von Steding vom Kalcksteinschen Regiment und schließlich bis 1798 der Regierungsbaudirektor Stegemann. Das Haus galt dann als baufällig und wurde 1798 umgebaut. Beim späteren Umbau des Klosters in der Zeit des Propstes Gottlob Wilhelm Müller wurde unter Regierungsbaumeister L`Hermet in der Zeit 1848 bis 1852 auf den Grundstücken Regierungsstraße 4 bis 6 ein neues großes Gebäude errichtet, in dem sich die Wohnung des Propstes und die Dienstwohnungen dreier Lehrer und des Pförtners befanden. | Regierungsstraße 4 bis 6                                |
| Regierungsstraße 5 (alt) heute: ohne Nummer                            |                                                  | Auf dem Grundstück befand sich ursprünglich das Pförtnerhaus des Klosters Unser Lieben Frauen. In der Zeit um 1719 erfolgte ein Neubau, der dann von der Verwaltung des Klosters an den Hofrat Joh. Erdmann Witte und dann bis 1731 an seine Witwe vermietet wurde. Als Mieter folgte bis in die Zeit um 1748 der Hofrat Stockhausen, dann bis 1776 seine Witwe, eine geborene von Windheim. Auf sie folgte der Bürgermeister Philipp Schwarz und ab 1786 die Witwe des Kammersekretärs Scheidt, geborene Haase. Ab dem Jahr 1806 war der Konventual und Rektor Professor Friedrich August Goering Mieter, seit 1819 dann der Rektor des Pädagogiums des Klosters Unser Lieben Frauen, Professor Dr. Karl Friedrich Solbrig. Beim späteren Umbau des Klosters in der Zeit des Propstes Gottlob Wilhelm Müller wurde unter Regierungsbaumeister L`Hermet in der Zeit 1848 bis 1852 auf den Grundstücken Regierungsstraße 4 bis 6 ein neues großes Gebäude errichtet, in dem sich die Wohnung des Propstes und die Dienstwohnungen dreier Lehrer und des Pförtners befanden. |                                                         |
| Regierungsstraße 6 (alt) heute: ohne Nummer                            |                                                  | In der Zeit um 1719 wurde auf dem Grundstück ein Haus mitsamt Hintergebäuden, Pferdestall und Wagenraum errichtet und dann vermietet. Erster Mieter war von 1720 bis 1723 der Regierungsadvokat Joh. Philipp Schmidt. Auf ihn folgte bis 1728 der Regierungsrat Friedrich Gottlieb Drachstedt und dann bis 1734 seine Witwe. Bis 1746 war es dann von Regierungsrat Wagner und bis 1749 von Regierungsadvokat Franz Kasimir Scholinus angemietet. Es folgte bis 1751 der Kaufmann Valentin Christian Dänecke und dann bis 1782 der Feldprediger des Stoutterheimschen Regiments, Baldamus. Auf ihn folgte bis 1794 Prediger Reinhard und dann bis 1800 der Landbuchhalter Otto Ludwig Weber. Beim späteren Umbau des Klosters in der Zeit des Propstes Gottlob Wilhelm Müller wurde unter Regierungsbaumeister L`Hermet in der Zeit 1848 bis 1852 auf den Grundstücken Regierungsstraße 4 bis 6 ein neues großes Gebäude errichtet, in dem sich die Wohnung des Propstes und die Dienstwohnungen dreier Lehrer und des Pförtners befanden. |                                                         |
| ohne Nummer                                                            | Einmündung der Großen Klosterstraße              | | Große Klosterstraße                                     |
| Regierungsstraße 7 (alt) heute: ohne Nummer                            |                                                  | Die Stätte war ein Lehen des Klosters Unser Lieben Frauen. Besitzer war in den Jahren 1631 und 1651 Wichard Zecheldorf. Im Jahr 1683 gehörte das Haus dem Schneider und Branntweinschenk Heinrich Fuchs. 1691 veräußerten es seine Erben für 160 Taler an den Branntweinbrenner Gert Bollwort. 1697 gehörte es dem Fleischer Tobias Hockert, der bis 1747 Eigentümer blieb. |                                                         |
| Regierungsstraße 8 (alt) heute: ohne Nummer                            |                                                  | 1631 gehörte das Haus der Witwe von Klemens Parmann (wohl Parmund). Im Jahr 1651 war Andreas Pahrmund Eigentümer, im Keller wohnte zu diesem Zeitpunkt Johann Berlin, 1683 dann seine Witwe. Der Pächter Johann Leißner veräußerte das Haus 1698 für 380 Taler an den Weinhändler Konrad Rumpf, der es schon 1699 für 400 Taler an den Schlosser Georg Heidler weiterverkaufte. Von ihm erwarb es 1710 für 525 Taler die Frau von Peter Förster. Sie blieb bis 1724 Eigentümerin. |                                                         |
| Regierungsstraße 9 (alt) heute: ohne Nummer                            | Zum weißen Lamm Zum schwarzen Adler              | Das Grundstück war ein Lehen des Klosters Unser Lieben Frauen. In den Jahren 1631 und 1651 gehörte das als Zum weißen Lamm benannte Haus Stephan Wichmann. 1678 veräußerte die Kämmerei die Stätte für 22 Taler an den Uhrmacher Jeremias Erhardt. 1683 wurde Regel Ribbau als Eigentümer geführt. Dem Pächter Hans Leißner gehörte das Haus dann im Jahr 1697. Zu diesem Zeitpunkt bestand der Name Zum schwarzen Adler. Er verkaufte es 1706 für 200 Taler an den Büchsenmacher Hermann Lettmatte. 1706 wurde der Tischler Heinrich Michael Rickert als Eigentümer geführt. Er blieb es bis 1722. |                                                         |
| Regierungsstraße 10 (alt)                                              |                                                  | 1631 gehörte das Haus Andreas Böhme. In den Jahren 1651 und 1669 wurde der Bortenwirker Daniel Hansen als Eigentümer geführt. Der Hutmacher Hans Rube erwarb die Stätte 1680 für 75 Taler und bebaute sie. 1715 veräußerten es seine Erben für 1050 Taler an den Bader Friedrich Dippe. Er errichtete eine Badstube und blieb bis 1753 Eigentümer. |                                                         |
| Regierungsstraße 11 (alt)                                              |                                                  | 1631 und 1651 war Hermann Kaufmann (auch Kopmann) Eigentümer. Er veräußerte die Stätte im Jahr 1669 für 75 Taler an den Uhrmacher Johann Bötticher, der sie bereits 1665 bebaut hatte. Er tauschte das Haus 1691 mit dem Schneider Johann Heinrich Bartels, der bis 1732 Eigentümer blieb. Am 5. Oktober 1921 erwarb der jüdische Kaufmann Julius Hirschfeld das Haus Regierungsstraße 11/12, das seiner Familie bis zur 1939 erzwungenen Arisierung gehörte. Nach seinem Tod zog seine Tochter Betty mit ihrem Ehemann Josef Georg Kempe in die zuvor elterliche Wohnung im Obergeschoss des Hauses. Beide wurden 1943 in das KZ Auschwitz deportiert und ermordet. Zwei 2018 verlegte Stolpersteine erinnern an ihr Schicksal. Im Haus lebte auch das verwandtschaftlich verbundene jüdische Ehepaar Ernst und Jenny Lustig. Beide wurden 1942 in das Warschauer Ghetto verschleppt und ermordet. 2019 wurden für sie zwei Stolpersteine gesetzt. Auch Gustav Michaelis, ebenfalls jüdischer Abstimmung, lebte im Haus. Er wurde 1942 ebenfalls in das Warschauer Ghetto deportiert und ermordet. Sein Stolperstein wurde 2019 verlegt. |                                                         |
| Regierungsstraße 12 (alt)                                              |                                                  | Die Witwe von Paul Hilliger war 1631 und 1651 Eigentümerin. Auf sie folgte ihr zweiter Ehemann Joachim Körber, 1663 dann seine Erbin, die Witwe von Johann Scharres. Im Jahr 1665 gehörte es Nikolaus Kregel. Von ihm erwarb die Stätte 1670 für 60 Taler Daniel Weiland. Noch im gleichen Jahr wurde das Grundstück zum selben Preis an Georg Gladau weiterverkauft. Seine Söhne verkauften es 1678 für 65 Taler an den Tischler Gotthard Assel. Assel bebaute die Fläche. 1716 wurde das Haus für 800 Taler von Assels Witwe an den Tischler Gottfried Manholz verkauft, der bis 1749 Eigentümer blieb. Später mit der benachbarten Nummer 11 vereinigt (siehe dort). |                                                         |
| Regierungsstraße 13 (alt)                                              | Zur kleinen Glocke                               | 1618 und dann bis 1630 war Heinrich Hassefeld Eigentümer. Es folgte von 1630 bis 1647 Kaspar Hilger und von 1647 bis 1653 der Kürschner Marx Kalvörder. Schon 1652 wurde das Grundstück vom Hufschmied Daniel Weiland gekauft, dem es 1653 bis 1654 dann auch als Eigentümer gehörte. Er tauschte das Haus 1654 mit dem Bäcker Hans Brockmüller. Sein Sohn, der Bäcker Christoph Brockmüller, veräußerte es 1684 für 145 Taler an den Glaser Christian Alkknecht, der bis 1722 Eigentümer blieb. |                                                         |
| Regierungsstraße 14 (alt)                                              | Zu den drei Glocken                              | Das Backhaus war ein Lehen des Klosters Unser Lieben Frauen. 1550 gehörte es Hakeborn, später dann Heinrich Friedrich Becker. Im Jahr 1648 wurde das Haus als Eigentum des Bäckers Hans Bruchmüller geführt, der auch 1653 Eigentümer war. 1683 gehörte es dem Bäcker Johann Berends, später seiner Witwe. Bis 1758 war schließlich die Frau des Kommissars Bodenburg Eigentümerin. In der Zeit um 1823 gehörte das Backhaus dem Bäcker Carl Schär. 1942/1943 war der Schneidermeister H. Lehmann Eigentümer. Der am Haus befindliche Hausstein zeigte drei Glocken, war 1925 jedoch durch Firmenschilder völlig verdeckt. Zumindest noch in den 1930er Jahren war der Hausstein am Gebäude. |                                                         |
| Regierungsstraße 15 (alt)                                              | Zur großen Glocke                                | Das Brauhaus ist als Eckhaus identisch mit dem Gebäude Heiligegeiststraße 1. Es gehörte vor 1631 David Köhler senior, dann David Köhler junior. 1644 wurde es an Joachim Gericke für 250 Taler verkauft und dann von ihm bebaut. 1683 und 1688 wurde als Eigentümer des Brauhauses Otto Melchior von Syburg genannt. Es erbte dann Frau Johann Christoph Sendels, geborene König, die es 1705 an ihren Ehemann übereignete, 1720 wurde es für 3400 Taler an Reinhard Bake verkauft. |                                                         |
| Regierungsstraße 19 bis 23 (ungerade) (heute)                          |                                                  | Wohnblock aus der Zeit der DDR mit drei nach Norden ausgerichteten Eingängen. Der Block richtet nur seine schmale westliche Giebelseite zur Regierungsstraße aus. Die lange Südseite verläuft parallel zur etwas weiter südlich verlaufenden Großen Klosterstraße. | Regierungsstraße 19 bis 23, Blick von Süden             |
| ohne Nummer                                                            | Einmündung der Heiligegeiststraße                | ehemalige Einmündung der Heiligegeiststraße, heute überbaut |                                                         |
| Regierungsstraße 19a (heute)                                           |                                                  | Anfang des 21. Jahrhunderts traufständig zur Regierungsstraße errichtetes Wohn- und Geschäftshaus mit großer Durchfahrt zum östlich gelegenen Hof. | Regierungsstraße 19a                                    |
| Regierungsstraße 37 (heute)                                            | Wobau-Welle                                      | In den 1960er Jahren deutlich östlich des eigentlichen Straßenverlaufs errichteter, Anfang des 21. Jahrhunderts modernisierter Wohnblock. | Wobau-Welle                                             |
| Goldschmiedebrücke 1 (alt) heute: Regierungsstraße                     |                                                  | Im Jahr 1631 gehörte es dem Perlensticker Peter Becker, 1651 dann seinem Schwiegersohn, dem Goldschmied Johann Peters. 1652/1653 wohnten der Kunstmaler Matthias Gericke und sein Sohn Hans Kaspar im Haus. Zwar wurde das Anwesen 1651 schon als Haus bezeichnet, allerdings lag es tatsächlich, wohl in Folge der Zerstörung Magdeburgs im Jahr 1631, noch im Jahr 1655 in Trümmern, die ein Stockwerk hoch standen. Zum Grundstück gehörte auch das benachbarte Grundstück Heiligegeiststraße 36, das jedoch 1660 abgetrennt wurde. Die Witwe von Hans Peter veräußerte das Haus 1665 für 500 Taler an den Goldschmied Gerhard Oberdieck. Er verkaufte es 1718 für 1500 Taler an den Goldschmied Johann Nikolaus Oberdieck, der es schon 1719 für 1270 Taler an den Goldschmied Johann Georg Friedrich Grape weiter veräußerte. Grape blieb bis 1748 Eigentümer. |                                                         |
| Goldschmiedebrücke 2a (alt) heute: Regierungsstraße                    |                                                  | 1631 gehörte das Haus Andreas Katzenberger. Noch bis zum Jahr 1649 gehörte auch das benachbarte Grundstück 2b mit dazu. Das als Brandstätte beschriebene Grundstück gelangte in das Eigentum der Heiliggeistkirche, die es 1648 für 75 Taler an den Schuster Peter Mehl (auch Mehlis). Er bebaute den südlichen Teil des Grundstücks und verkaufte den nördlichen Teil, die 2b. 1680 veräußerten seine Erben das Haus für 167 Taler an den Glaser Jakob Busse. Busses Witwe heiratete dann den Glaser Gottfried Zerbstmann, der das Haus 1692 für 157 Taler an den Pantoffler Johann Dietrich Bandhausen verkaufte. Bandhausen veräußerte es 1705 für 480 Taler an den Schuster Johann Konrad Fähre (auch Fehr). Seiner Witwe gehörte es noch bis 1720. In der Zeit bis 1754 wurden die Häuser 2a und 2b wieder vereinigt. |                                                         |
| Goldschmiedebrücke 2b (alt) heute: Regierungsstraße                    |                                                  | Bis 1649 gehörte das Grundstück mit zur 2a, wurde dann jedoch von Peter Mehl für 98 Taler an den Schneider Jakob Hamburger (auch Hamberger) veräußert, der das Haus im Jahr 1667 für 100 Taler an die Witwe des Goldschmieds Hans Peter verkaufte. Sie vererbte es an ihre Tochter, die Ehefrau des Riemers Abraham Stürmer. 1695 wurde Kordula Dorothea Stürmer als Eigentümerin geführt. Später gehörte es einem Mitglied der Pfälzer Kolonie. In der Zeit bis 1754 wurden die Häuser 2a und 2b wieder vereinigt. |                                                         |
| Goldschmiedebrücke 3 (alt) heute: Regierungsstraße                     |                                                  | In den Jahren 1648 und 1680 wurde Nikolaus Dinnig (auch Dünning oder Dünniges) als Eigentümer geführt. In dieser Zeit lag das Grundstück, wohl infolge der Zerstörung Magdeburgs im Jahr 1631, wüst. 1683 gehörte das möglicherweise immer noch wüste Grundstück den Erben des Goldschmieds Heinrich Bernhard Koch, 1691 und 1695 dann dem Goldschmied Askan Lutteroth. Auf ihn folgte als Eigentümerin seine Witwe, Barbara Margarete Lutteroth, geborene Rohde. Sie heiratete in zweiter Ehe den Goldschmied Jakob Oven (auch Offen). 1715 erwarb Oven das Haus für 1200 Taler. Er blieb bis 1735 Eigentümer. |                                                         |
| Regierungsstraße 25 bis 29 (ungerade) (heute)                          |                                                  | Wohnblock aus der Zeit der DDR mit drei nach Norden ausgerichteten Eingängen. Der Block richtet nur seine schmale westliche Giebelseite zur Regierungsstraße aus. | Regierungsstraße 25 bis 29                              |
| Goldschmiedebrücke 4 (alt) heute: Regierungsstraße                     | Innungshaus der Goldschmiede                     | Vermutlich diente das Gebäude bereits seit dem Mittelalter als Innungshaus der Goldschmiede. Als Hinterhaus gehörte das Gebäude Heiligegeiststraße 32e mit zum Grundstück. Dieses Hinterhaus wurde von der Goldschmiedeinnung 1672 neu errichtet. Im März 1684 wurde von der Innung der Beschluss gefasst, das Hinterhaus zu erweitern und die vordere, wohl infolge der Zerstörung Magdeburgs im Jahr 1631, noch wüste Stelle neu zu bebauen. Im Jahr 1736 wurde das Haus dann für 3400 Taler an den Marktrichter Johann Gottfried Krause verkauft. |                                                         |
| Goldschmiedebrücke 5 (alt) heute: Regierungsstraße                     |                                                  | 1631 gehörte das Grundstück dem Kämmerer Matthias Löder. In der Zeit bis 1636 erbte es der Stadtfähnrich Jakob Heinrich Rohde. Rohde hielt sich zu diesem Zeitpunkt mit seiner Familie in Braunschweig auf, wohin er nach der Zerstörung der Stadt im Jahr 1631 geflohen war. Der Rat der Stadt Magdeburg forderte mit Schreiben vom 2. Dezember 1636 zur Rückkehr nach Magdeburg auf. Rohde antwortete, dass er wegen der Unsicherheit zunächst in Braunschweig bleiben wolle. Seine Stätte hatte er an Martin Willkomm verpfändet, der sie auch bewohnte und Steuern zahlte. 1647 erwarb Rohde das benachbarte Grundstück Nummer 6 und errichtete dann 1652 auf der Nummer 5 ein neues Wohnhaus. Im Jahr 1662 entstand dann auf beiden Grundstücken ein Brauhaus. Noch im gleichen Jahr veräußerten es seine Kinder für 2200 Taler an Hieronymus Voigt. 1679 und 1685 wurde der Advokat Martin Voigt als Eigentümer geführt. Seine Erben veräußerten im Jahr 1710 das Vorderhaus und das zum Anwesen als Hinterhaus gehörende Gebäude Heiligegeistraße 32d für 3025 Taler an den Schiffer Johann Adolf Pfeilschmidt, der es 1717 für 4860 Taler an Dr. Johann Tobias Nappius weiterverkaufte. Er blieb bis 1748 Eigentümer. In der Zeit nach 1800 wurden die beiden Grundstücke 5 und 6 wieder getrennt. Bei archäologischen Untersuchungen wurden im Keller des Hauses Zwickelkapitelle gefunden, die denen in der Halle an der Buttergasse entsprachen. |                                                         |
| Goldschmiedebrücke 6 (alt) heute: Regierungsstraße                     |                                                  | Im Jahr 1631 wurde der Barbier Nickel Neve (auch Nebe) als Eigentümer geführt. Er veräußerte das, wohl in Folge der Zerstörung Magdeburgs im Jahr 1631, als Brandstätte bezeichnete Grundstück für 105 Taler an Jakob Heinrich Rohde, dem auch das benachbarte Grundstück Nummer 5 gehörte. Die Grundstücke wurden dann gemeinsam genutzt (siehe Nummer 5). In der Zeit nach 1800 wurden die Grundstücke dann wieder getrennt. |                                                         |
| Goldschmiedebrücke 7 und 8 (alt) heute in etwa: Goldschmiedebrücke 13a | Zu den drei Mohrenköpfen oder Zu den drei Mohren | Der Drechsler Heinrich Zöllner (auch Zoller) war 1631 Eigentümer. 1664 wurde die Wohnstätte Zöllners seinen Gläubigern zugesprochen. Dies waren das Stift St. Annen und Johann Friedrich Alemann. Die Gläubiger verkauften 1665 für 60 Taler an den Gastwirt Kaspar Amhoff. Amhoff bebaute das Grundstück und verkaufte das Haus 1688 für 220 Taler an den Hausschlächter Hans Heinrich Becker. 1716 veräußerten es seine Erben an den Notar Antoine Fabre, der auch Stadtschreiber der französischen Kolonie war. Noch im gleichen Jahr veräußerte er es für 750 Taler an den hugenottischen Knopfmacher Hubert Richard. Noch bis 1763 stand das Haus im Eigentum von französischen Kolonisten. Anfang des 21. Jahrhunderts wurde traufständig zur Regierungsstraße ein Wohn- und Geschäftshaus errichtet. Es gehört als 13a zur nördlich verlaufenden heutigen Goldschmiedebrücke und ist, abgesehen von den Eckhäusern, das einzige Haus in der historischen Goldschmiedebrücke, das noch als Goldschmiedebrücke adressiert ist. | Goldschmiedebrücke 13a                                  |
| Goldschmiedebrücke 9 und 10 (alt) heute: Goldschmiedebrücke 13         | Heiliggeistkirche                                | Unter diesen Hausnummern wurde die Heiliggeistkirche geführt, nachdem die Häuser an der gegenüberliegenden Ecke der Berliner Straße die Adresse Hausnummer Berliner Straße 1b erhalten hatten. Siehe Hauptartikel. | Innenraum der Heiliggeistkirche · Goldschmiedebrücke 13 |
| ohne Nummer                                                            | Telemann-Stele                                   | 2011 zum Gedenken an Georg Philipp Telemann an der Einmündung der Regierungsstraße (ehemalige Goldschmiedebrücke) auf die heutige Goldschmiedebrücke (ehemalige Berliner Straße) errichtete Stele | Telemann-Stele                                          |
| Goldschmiedebrücke 11a (alt) heute: Regierungsstraße                   | Zum goldenen ABC                                 | 1631 wurde als Eigentümer Georg Lehmann geführt, auf ihn folgte Melchior Teufel. Teufel erneuerte das Brauhaus im Jahr 1636 und wurde zuletzt 1652 erwähnt. 1653 gehörte es dann bereits seiner Witwe. Sie heiratete im Jahr 1658 den Bürgermeister Lic. Georg Ernst Stieler, dem sie das Haus übertrug. Stieler trat es 1685 für 1300 Taler an seinen Schwiegersohn Lic. Albrecht Friedrich von Syburg ab. In der Zeit um 1690 wurden die Grundstücke 11a und 11b getrennt. Von Syburgs Erben veräußerten die 11a im Jahr 1714 für 2800 Taler an die Ehefrau von Christoph Ruland, die es 1720 für 3500 Taler an Christoph Stieler weiter veräußerte. Stieler verkaufte es 1729 zum selben Preis an den Buchdrucker Andreas Müller. Müller verlegte seine in der Lödischehofstraße 28 befindliche Druckerei Zum goldenen ABC hierher. 1754 ging das Haus für 3000 Taler von Müller an Gabriel Gotthilf Faber. In der Zeit um 1800 wurden die beiden Grundstücke 11a und 11b wieder zusammengelegt. |                                                         |
| Goldschmiedebrücke 11b (alt) heute: Regierungsstraße                   |                                                  | Zumindest bis 1685 gehörte das Grundstück als wüste Nebenstätte zum benachbarten Grundstück 11a (siehe dort). In der Zeit bis 1698 wurde es abgetrennt. Der Advokat Dr. Gotthilf Ludwig Treuer bebaute die Fläche und veräußerte das Haus im Jahr 1699 für 700 Taler an den Bürgermeister Albrecht Friedrich von Syburg, dem das Grundstück bereits zuvor gehört hatte. Er verkaufte es 1702 für 700 Taler an den Schuster Georg Görlitz, der es 1725 an Johann Bockenrod weiterverkaufte. In der Zeit um 1800 wurden die beiden Grundstücke 11a und 11b wieder zusammengelegt. |                                                         |
| Goldschmiedebrücke 12 (alt) heute: Regierungsstraße                    | Zum blauen Wolf                                  | Das Grundstück war ein Lehen des Klosters Unser Lieben Frauen. Der Name ist in seiner Zuordnung nicht ganz sicher und ist nur aus einer Liste überliefert. Besitzer war der Fähnrich Jakob Heinrich Rohde, auf den Melchior Teufel folgte und dann Georg Ernst Stieler. Noch im Jahr 1657 wurde es, wohl in folge der Zerstörung Magdeburgs im Jahr 1631, als Brandstätte geführt. Stieler errichtete auf dem Grundstück ein Haus das er 1659 für 250 Taler an den Sporer Jakob Stöver (auch Stöffer) veräußerte. Im Jahr 1683 gehörte es dem Schneider Johann Georg Stöffer, der es 1691 für 250 Taler an den Sägenschmied Andreas Mahner (auch Mannert) verkaufte. 1698 erwarb es von ihm Albrecht Friedrich von Syburg für 350 Taler, von dem es 1698 für 550 Taler der Schneider Johann Andreas Laging kaufte. Er blieb bis 1728 Eigentümer. |                                                         |
| Goldschmiedebrücke 13 (alt) heute: Regierungsstraße                    |                                                  | Im Jahr 1631 gehörte das Haus dem Marktrichter Johann Niesing, der die Stätte 1657 für 130 Taler an den Böttcher Georg Albrecht (auch Alberts) verkaufte. Er bebaute die Fläche bis 1659. Im Jahr 1681 veräußerten seine Erben das Haus für 200 Taler an den Böttcher Christian Albers. 1683 gehörte es Johann Mühde, 1698 dann seinen Erben. 1705 wurde Jakob Stieler als Eigentümer geführt, in der Zeit bis 1723 Gottfried Bölcker. |                                                         |
| Goldschmiedebrücke 14 (alt) heute: Regierungsstraße                    |                                                  | 1631 war Dietrich Weizenmüller Eigentümer des Hauses. Es folgten die Erben von Stephan und Christine von Syburg. Sie veräußerten die wüste Stätte im Jahr 1670 für 165 Taler an den Seifensieder Hans Lorenz. Er wurde zuletzt 1683 erwähnt. In den Jahren 1705 und 1708 gehörte es dem Seifensieder Heinrich Germershausen. |                                                         |
| Goldschmiedebrücke 15 (alt) heute: Regierungsstraße                    |                                                  | Von 1631 bis 1651 war Hermann Lohausen Eigentümer. Auf ihn folgte der Goldschmied Andreas Weddig, der jedoch ohne Erben zu hinterlassen starb. Johann Pohlmann erwarb die Stätte 1662 für 55 Taler. Er verkaufte die Fläche 1675 für 75 Taler an den Kleinschmied Christian Thiele, der ein Haus errichtete. Er verkaufte das Gebäude 1716 für 600 Taler an seinen Schwiegersohn Christoph Helling. Er blieb bis zu seinem Tod im Jahr 1759 Eigentümer. |                                                         |
| ohne Nummer                                                            | Einmündung der Schildergasse                     | Einmündung der heute unbenannten Schildergasse | Schildergasse, 2023                                     |
| Regierungsstraße 24 (heute)                                            |                                                  | Anfang des 21. Jahrhunderts als Eckhaus zur unbenannten Schildergasse errichtetes Wohn- und Geschäftshaus | Regierungsstraße 24                                     |
| Goldschmiedebrücke 16 (alt) heute: Regierungsstraße                    |                                                  | Das Grundstück war ein Lehen des Klosters Unser Lieben Frauen. 1631 war Theodosius Ziebeler (fälschlich auch Zunbeler) Besitzer, 1651 der Schneider Paul Opel. Es folgten der Müller Georg Wotze und dann der Schneider David Ortel, der vor 1675 verstarb. Wohl infolge der Zerstörung Magdeburgs im Jahr 1631 war das Grundstück noch im Jahr 1670 wüst. Nach Ortels Tod gehörte es seiner Witwe, die 1689 verstarb. Sie vererbte das Haus an ihren Sohn, den Schneider Johann Kaspar Ortel, der es 1694 für 310 Taler an den Schneider Paul Lampe verkaufte. Von Lampe erwarb es 1704 für 595 Taler der Gürtler Georg Heinrich Schamberger, der bis 1744 Eigentümer blieb. |                                                         |
| Goldschmiedebrücke 17 (alt) heute: Regierungsstraße                    |                                                  | Das Grundstück war ein Lehen des Klosters Unser Lieben Frauen. Im Jahr 1631 war der Goldschmied Matthias Löder Eigentümer, der es an Jakob Heinrich Rohde vererbte. Rohde veräußerte die Stätte an den Schuster Hans Löseke. Löseke konnte aber den Kaufpreis nicht zahlen, so dass das Grundstück von Rohde zurückgenommen wurde. 1651 wurde Adam Öhmken als Besitzer erwähnt. Im Jahr 1655 gehörte die Stätte jedoch noch oder wieder Rohde, der sie an den Handelsmann Arnd Köpke abtrat. Er veräußerte die Fläche 1661 für 30 Taler an den Schneider David Ortel, der ein Haus errichtete. Von ihm erbte sein Schwiegersohn, der Schneider Paul Lampe, das Haus im Jahr 1689. Lampes Witwe wurde 1708 und 1719 als Eigentümerin genannt. Dann gehörte es bis 1743 Georg Gottfried Lampe. |                                                         |
| Goldschmiedebrücke 18 (alt) heute: Regierungsstraße                    |                                                  | 1631 gehörte das Haus Nikolaus Voigt, auf den sein Erbe Paul Müller folgte. Müller veräußerte die Stätte im Jahr 1657 an den Schuster Joachim Jahn. Von ihm erwarb sie 1663 für 50 Taler der Schneider David Ortel, der ein Haus errichtete. Im Jahr 1683 wurde seine Witwe als Eigentümerin des Hauses geführt. Im Gebäude lebte der Goldschmied Askan Lutteroth. Als Eigentümer folgte der Pastor Samuel Laue (auch Leo), der es 1694 für 550 Taler an den Uhrmacher Joachim Modewege veräußerte. Modewege vererbte es 1717 seiner Witwe, die den Uhrmacher Johann Balthasar Scholz heiratete. 1727 erbten es die Kinder Modeweges. |                                                         |
| Goldschmiedebrücke 19 (alt) heute: Regierungsstraße                    |                                                  | Von 1651 bis 1661 gehörte das Grundstück Andreas dem Nürnberger, der wohl identisch mit dem Handelsmann Andreas Schumann ist. 1661 veräußerte dann seine Witwe die Stätte für 210 Taler an den Klempner Hans Gerßel (auch Gersler), der sie, möglicherweise im Jahr 1672, an den Schuster Mathias Grabau verkaufte. Grabau veräußerte das Haus 1690 für 350 Taler an die Witwe des Mannheimers Schusters Abraham Bautrin (auch Wotringen). Sie heiratete den Wollenweber Johann Weber, der das Haus 1697 für 400 Taler an den Schuster Wilhelm Kametsch verkaufte. Kametsch wurde zuletzt im Jahr 1718 als Eigentümer erwähnt. 1790 bis 1795 gehörte es dem Accisebuchhalter Johann Friedrich Friesen, der es von seiner Mutter geerbt hatte. Nach seinem Tod fiel das Haus an seine Witwe Marie Luise Friesen, geborene Lange, ihre Stieftochter Karoline Marie Friese und ihren Sohn, den später als Freiheitskämpfer bekannt gewordenen Karl Friedrich Friesen. Noch 1795 verkauften die drei das Haus. |                                                         |
| Goldschmiedebrücke 20 (alt) heute: Regierungsstraße                    |                                                  | 1631 gehörte das Grundstück dem Goldschmied Mathias Löder, dann seinem Erben Jakob Heinrich Rohde. 1658 wurde Nikolaus Bentzold als Eigentümer geführt. Sein Sohn, der Eisenhändler Nikolaus Penzholz, war 1683 Eigentümer. Dessen Witwe war 1690 und auch noch 1700 Eigentümerin. 1718 gehörte das Haus Christian Kramer, der bis 1753 Eigentümer blieb. |                                                         |
| Regierungsstraße 22 (heute)                                            |                                                  | Anfang des 21. Jahrhunderts als Eckhaus zur Bärstraße errichtetes Wohn- und Geschäftshaus | Regierungsstraße 22                                     |
| ohne Nummer                                                            | Einmündung der Bärstraße und Bärplatz            | | Bärplatz                                                |
| Regierungsstraße 16 (alt)                                              |                                                  | Im Jahr 1631 gehörte das Anwesen den Erben des Uhrmachers Reinhard Strauß, die die Stätte 1653 für 53 Taler an den Seifensieder Hartmann Sievert verkauften, der das Grundstück bebaute. 1665 veräußerte das Haus seine Witwe für 240 Taler an den Fleischer Christian Wallbaum. Wallbaum wurde zuletzt 1679 erwähnt. 1683 war der Fleischer Tobias Hockert Eigentümer, dem es bis 1732 gehörte. |                                                         |
| Regierungsstraße 17                                                    |                                                  | 1631 war der Seifensieder Hartmann Sievert Eigentümer des Grundstücks, der es vor 1651 bebaute. Nach seinem Tod im Jahr 1664 gehörte es seiner Witwe, einer geborenen Döhren. Sie blieb bis 1676 Eigentümerin. 1679 veräußerten die Erben das Haus für 700 Taler an den Handelsmann Adrian Alexander Hoe (auch Hoye), der bis 1728 Eigentümer blieb. |                                                         |
| ohne Nummer                                                            | Einmündung der Steinstraße                       | ehemalige Einmündung der Steinstraße, heute überbaut |                                                         |
| Regierungsstraße 1 bis 17 (ungerade) (heute)                           |                                                  | Moderner Wohnblock auf der Westseite der Regierungsstraße, in ihrem südlichen Teil. Die Hauseingänge liegen auf der von der Regierungsstraße abgewandten Westseite. Die Hauseingänge 1, 3 und 5 liegen in einem nach Westen abgehenden Flügel, der räumlich eher zur Kreuzgangstraße gehört. | Häuserblock 1 bis 17                                    |
| Regierungsstraße 18 (alt)                                              |                                                  | Nikolaus Genthe war 1631 Eigentümer. 1650 veräußerte sein Sohn, der Handelsgeselle Adam Genthe, seinen Anteil für 200 Taler an seinen Bruder, den Bäcker Andreas Genthe, dem das Grundstück seit 1648 schon anteilig gehört hatte. 1651/1653 wurde es an den Bäcker Hans Schmidt vermietet. In späterer Zeit gehörte es Samuel Witte, dann seiner Erbin Margarete Kreutzberg, die die Witwe von Hans Dürrenbach war. Von ihr erwarb es 1670 für 800 Taler der Bäcker Hans Woltersdorf. Nach ihm gehörte das Backhaus Joachim Moltrecht und dann dem nächsten Ehemann seiner Ehefrau, dem Bäcker Georg Wenzlau. Wenzlau blieb bis 1755 Eigentümer. Noch in den 1930er Jahren wurde im Haus eine Bäckerei betrieben. |                                                         |
| Regierungsstraße 19 a und b (alt)                                      |                                                  | 1631 gehörte das Grundstück Martin Hochschütze, 1642 Nikolaus Hochschütze. Im Jahr 1651 war das Grundstück mit einem Haus bebaut und gehörte dem Schneider Hans Sachse, der auch 1653 genannt wurde. 1667 war dann seine Witwe Eigentümerin. Von ihr erwarb es 1670 für 240 Taler der Fleischer Andreas Schreyer. Vermutlich teilte er das Haus. Zuletzt wurde er 1694 erwähnt. Die Hälfte 19a gehörte 1702 dem Fleischer Erdmann Kluge, der vermutlich der Schwiegersohn Schreyers war. Er veräußerte diese Hälfte im Jahr 1729 an den Handelsmann Georg Rauch. Die andere Hälfte, 19b, gehörte 1683 und 1694 dem Handelsmann Johann Kramer, 1715 dann Rauch, der die beiden Hälften 1729 wieder vereinigte. |                                                         |
| Regierungsstraße 20 (alt)                                              |                                                  | Das Haus war ein Lehen des Klosters Unser Lieben Frauen. 1631 war die Witwe des Malers Hans Gur (fälschlich auch Gape) Besitzerin. Bis zum Jahr 1642 lebte sie jedoch auswärts. Schon in der Zeit vor 1638 war das Haus von Hauptmann Kreß eigenmächtig wieder hergestellt worden. Nachdem die Witwe Gur zurückkehrte, forderte sie 1642 von der Witwe des Hauptmanns Kreß, das Haus, gegen Erstattung der für die Wiederherstellung aufgewandten Kosten, zu räumen und herauszugeben. Witwe Kreß weigerte sich jedoch zunächst. Witwe Gur veräußerte noch 1642 das Häuslein für 125 Taler an Hartwig Ruhrop (auch Rührauf), dessen Witwe 1653 Eigentümerin war. Sie heiratete den Goldschmied Mathias Meerheim und verkaufte es, erneut verwitwet, 1668 für 250 Taler an den Schneider Johann Martin Märker. Er wurde zuletzt 1683 erwähnt. Im Jahr 1690 wurde das wieder als Stätte bezeichnete und somit wohl leere Grundstück für 40 Taler von den Erben des Glockenziehers Hans Berlin an den Handelsmann Johann Kramer verkauft. Von Kramer erwarb es noch im gleichen Jahr der Postillion Johann Leißner für 55 Taler. 1710 gehörte das Haus der Witwe des Schneiders Johann Peter. Sie blieb bis 1723 Eigentümerin. |                                                         |
| Regierungsstraße 21 (alt)                                              |                                                  | Das Haus war ein Lehen des Klosters Unser Lieben Frauen. Im Jahr 1631 war vermutlich die Witwe von Lüdeke Eisenberg Eigentümerin. 1642 wurde das Grundstück als Stätte bezeichnet und war somit wohl leer. Es gehörte dem Glaser Stephan Sendel, der auch noch 1653 genannt wurde. Zu diesem Zeitpunkt wurde es bereits wieder als Haus geführt. 1667 gehörte es seiner Witwe, die es 1680 für 230 Taler an den Reitschmied Nikolaus Schramm veräußerte, der zuletzt 1683 erwähnt wurde. 1712 verkaufte es dann die Erbin der Witwe Schramm für 500 Taler an den Peruquier Johann Gottlieb Traubel (auch Draubel), dem es auch noch 1720 gehörte. Noch bis 1762 gehörte das Haus Kolonisten. |                                                         |
| Regierungsstraße 22 (alt)                                              | Syndikatshaus des Domkapitels                    | Das Gebäude gehörte zur etwas weiter südlich liegenden Stiftsfreiheit, befand sich jedoch auf dem Gebiet der Ratsstadt. Es wird angenommen, dass der Rat der Stadt Magdeburg es schon Anfang des 16. Jahrhunderts dem Domkapitel Magdeburg als Syndikatswohnung abtrat. Zumindest lebte bereits 1562 der Syndikus des Kapitels, Fabian Klehe, hier. Von 1567 bis 1573 lebte der Thumprediger D. Sigfridus Saccus im Haus. Im Jahr 1573 wurde das Grundstück als Hof des Domkapitels genannt. Dechant Christoph von Möllendorf und das Domkapitel überließen das als baufällig beschriebene Haus samt Einfahrt Antonius von Warberg. Er verpflichtete sich, einen Neubau mit zwei steinernen Giebel zu errichten. Als Gegenleistung sollte er mit seiner Ehefrau Gertrud und seinen beiden Söhnen Christoph und Antonius kostenfrei im Haus leben dürfen und das Gebäude dann erst nach dem Tod der vier Personen ohne Entschädigung wieder an das Kapitel fallen. In der Zeit vor 1631 diente das Haus als Syndikatsgebäude. Bei der Zerstörung Magdeburgs im Jahr 1631 brannte das Gebäude ab. Das Domkapitel verlegte sein Syndikatshaus in die Domherrenkurie Remtergang 1. 1646 wohnte der Amtsschreiber der Domvogtei, Franz Hagen, auf dem Grundstück. Im Jahr 1661 wurde es als wüst beschrieben. 1675 übergab das Domkapitel das noch immer wüste Grundstück dem Amtsschreiber Joh. Schumann, der das Grundstück dann neu bebaute. Er veräußerte das Haus an den Amtsverweser Julius Andreas Timme (auch Thimme). Er wohnte auch 1680 im Anwesen, vermietete es aber an den Landsyndikus Cortrejus. 1699 und 1712 gehörte es dem Stadtsyndikus Dr. Friedrich Wilhelm Leyser, der vermutlich auch ein Stiftsamt bekleidete. Im Jahr 1724 gehörte es dann seiner Witwe, 1750 den Erben. Der Hofrat und Medikus Joh. Christoph Weinschenck erwarb es 1753 für 1500 Taler. Frau Weinschenck, geborene Schröter, verstarb 1775. Zur Erbengemeinschaft gehörte auch eine Tochter, die mit dem Regierungsrat von Vangerow verheiratet war. |                                                         |
| Regierungsstraße 23 (alt)                                              | Zum goldenen Schlage                             | Das Grundstück war ein Lehen des Klosters Unser Lieben Frauen. Das Haus war das letzte der Ratsstadt, südlich hiervon begann die Stiftsfreiheit. Ein Schlagbaum stand zwischen diesem Haus und dem Viehhof des Klosters. Noch 1827 waren die Steine vorhanden, in die die Kette eingelegt worden war. Für 1482 ist als Eigentümer des Hauses Palme tom flage überliefert. 1631 gehörte es Hans Engelhardt, 1642 dann seinem Schwiegersohn Wichard Zecheldorf, der das Grundstück, wohl nach der Zerstörung der Stadt von 1631, in der Zeit vor 1647 wieder bebaute. Seine Witwe veräußerte es 1661 für 950 Taler an den Gastwirt Wichard Zecheldorf, dessen Witwe das Gasthaus dann jedoch 1683 gehörte. 1699 verkaufte es Hauptmann Johann von Ebel für 2200 Taler an den Gastwirt Friedrich Degener, von dem es 1705 für 2300 Taler der Weinhändler Konrad Rumpf erwarb. Er blieb bis 1725 Eigentümer. Zumindest in den 1930er Jahren lebte hier Benno Meyer. Er wurde 1937 wegen Homosexualität verurteilt und 1941, vermutlich in der Tötungsanstalt Pirna-Sonnenstein, ermordet. Ein Stolperstein erinnert an ihn. | Stolperstein für Benno Meyer                            |
| ohne Nummer                                                            | Einmündung der Poststraße                        | ehemalige Einmündung der Poststraße, heute durch die Andeutung von Bordsteinen auf dem Fußweg der Regierungsstraße markiert | Einmündung der Poststraße                               |
| Regierungsstraße 24 (alt)                                              |                                                  | In der Zeit um 1580 befand sich hier die Wohnstätte von Wolf Ernst von Lattorf. Um 1600 war Statz von Münchhausen Inhaber, 1631 Joh. Christoph von der Asseburg, Stiftischer Hauptmann von Wanzleben. Zu diesem Zeitpunkt lebten im Haus die Witwe des Jost Wulf von Alvensleben sowie Christian Heidenreich von Bardeleben. 1642 war die Stätte, wohl nach der Zerstörung der Stadt im Jahr 1631, wüst und gehörte Joh. Christoph von der Asseburg. Der Landsyndikus Georg Seiffart bebaute die Stätte neu. Von ihm übernahm sein Sohn Dr. Karl Andreas Seiffart (auch Seyffarth) das Haus, 1702 gehörte es seiner Witwe. Im Jahr 1724 wurden die Seiffartschen Erben als Besitzer geführt. Im Gebäude lebten drei Mieter, darunter der Kanonikus Münchhof. Er erwarb das Gebäude und baute neu. Der Neubau wurde 1733 von Christine Elisabeth Münchhof, geborene Möller, für 1700 Taler an Justitiar und Kammerrat Dr. Joh. Christian Dürfeld verkauft. Die Schwester der Witwe Dürfeld, Frau Regierungsrat Marie Elisabeth von Drachstedt, geborene von Roloff, erwarb das Haus im Jahr 1741 für 2200 Taler. Gemeinsam mit ihrem Sohn Christian Friedrich von Drachstedt veräußerte sie das Anwesen im Jahr 1747 für 3200 Taler an den aus dem Kurfürstentum Sachsen zugewanderten vermögenden Gasthalter Joh. Michael Beyer. Er erhielt 1748 ein Privileg für das Haus, hier Gäste halten zu dürfen. Am 31. Juli 1748 erhielt er von König Friedrich II. auch die Genehmigung zum Ausschank von Bier. Der König wies zugleich das Domkapitel und die Kammer an, Beyers Gewerbe zu schützen. Beyer betrieb auch den Gasthof Prinz von Preußen. Nach seinem Tod im Jahr 1773, veräußerte seine Tochter, Christiane Friederike, verwitwete Frau Pastor Anger, ihren Anteil für 4800 Taler an Leberecht Friedrich Beyer. Er vermietete 1781 für sechs Jahre an Frau Kammersekretär Dorothea Beckmann, geborene Giffhorn. Die Miete betrug 300 Taler. Beyer verstarb 1794 ohne direkte Erben zu hinterlassen. Noch im gleichen Jahr verkauften sein Neffe, Kammersekretär Olearius und eine Schwester Beyers aus Hamburg das Grundstück für 5825 Taler an den Kaufmann Wilhelm Gotthilf Jänigen. Jänigen geriet 1799 in Zahlungsschwierigkeiten und verkaufte das Haus an Joh. Friedrich Klötze, der es 1800 seinem Schwiegersohn, dem Lotterieeinnehmer David Gottlieb Roch, für einen Kaufpreis von 10110 Taler überließ. |                                                         |
| Regierungsstraße 25 (alt)                                              | Gasthof Zum Eichbaum                             | Es gibt Vermutungen, dass sich hier ein Pilgrimshof als Herberge für Pilger zur Wallfahrtsstätte auf dem Ölberg des Klosters Unser Lieben Frauen befunden hätte. Belege hierfür gibt es jedoch nicht, vielmehr dürfte eine Verwechslung mit dem auf der gegenüberliegenden Straßenseite befindlichen Alexiushospital vorliegen. Für das Jahr 1468 ist überliefert, dass Kanonikus Borchard Coci ein Haus gegenüber den Trümmern der Kirche des Klosters Unser Lieben Frauen dem Gangolphistift zum Zwecke einer Memorienstiftung überwiesen hatte. Bei der Zerstörung der Stadt im Jahr 1631 blieb das Haus erhalten. Im Gebäude wurden kranke Soldaten untergebracht, was die Kurie ruinierte. Im Jahr 1642 befand sich auf dem Grundstück eine Kurie des Nicolaistiftes. Inhaber der Kurie war der Kanonikus Ernst Stisser. 1689 diente das Anwesen als Senioratskurie des Nicolaistiftes. Als Inhaber wurde 1702 der Stiftssenior Olfen geführt, 1724 dann der Stiftssenior Hermann Stilke. Mit Genehmigung der Magdeburgischen Regierung erwarb 1762 der Kriegs- und Domänenrat Joh. Friedrich Schröder die ehemalige Kurie für 2075 Taler. Er blieb bis 1782 Eigentümer. Testamentarisch hatte er den Sohn seiner Halbschwester, Oberamtmann Joh. Friedrich Moritz Schünemann zu seinem Erben bestimmt. Im Jahr 1790 erwarb Frau Posthalter Dorothea Elisabeth Stein, geborene Gartz, das Haus für 3600 Taler. 1799 kaufte es dann der Posthalter Joachim Eppert und seine Ehefrau, Johanna Sophie, geborene Leiphof, für 3800 Taler. 1826 befand sich im Gebäude der Gasthof zum Eichbaum. |                                                         |
| Regierungsstraße 26 (alt)                                              |                                                  | In der Zeit vor 1631 wohnte im Haus der Kanonikus des St. Gangolphi Stifts, Balzer Miehe. Bei der Zerstörung der Stadt Magdeburg im Jahr 1631 blieb das Gebäude erhalten. Miehe wurde auch noch 1642 als Inhaber geführt, von 1665 bis 1669 der Stiftskämmerer Johannes Schmidt. Im Jahr 1702 diente es als Stiftskurie von St. Gangolphi. Für das 1714 wurde als Bewohner der Kanonikus Krull genannt. Auf ihn folgte der 1756 verstorbene Stiftssenior von Syborg, dann der Kanonikus Joh. Friedrich Gerecke, der bis 1772 Besitzer des Hauses blieb. Gegen die Zahlung von Meliorationsgeldern in Höhe von 850 Talern an Gercke, wurde das Gebäude dann wieder vom Stiftskapitel übernommen. Im Jahr 1772 wurden nicht genutzte Räume an den Regimentsquartiermeister vom Saldernschen Regiment, Valentin Friedrich Gercke, für 75 Taler vermietet. 1776 wurde es Kapitelhaus des Stifts. Auf dem Grundstück entstand ein Kornhaus. In der Zeit nach 1800 wohnten im Gebäude die Stiftskämmerer. 1806 wurden zunächst preußische dann französische Truppen im Haus einquartiert. Der König des Königreichs Westphalen, Jerome, überwies das Haus an die Stadt Magdeburg als Entschädigung für die Lasten von Einquartierungen. Zunächst vermietete die Stadt das Gebäude, bevor sie es dann 1818 an den Partikular Thormann veräußerte. |                                                         |
| Regierungsstraße 27 (alt)                                              |                                                  | Im Jahr 1631 bewohnte der Kanonikus des Nicolaistifts Heinrich Miehe das Haus. Bei der Zerstörung der Stadt im Jahr 1631 blieb das Gebäude erhalten. 1642 lebte hier der Stiftskämmerer. Zu diesem Zeitpunkt wurde das Haus bereits als sehr baufällig beschrieben. Dem Kanonikus Joh. Otto Mylius zu Gnadenfeld gehörte es im Jahr 1660. Zum Grundstück gehörte ein noch mit Stroh gedecktes Hinterhaus, das stark vom Verfall bedroht war. Von Gnadenfeld investierte 1000 Taler und baute das Anwesen um. 1667 übertrug er das Grundstück für geleistete Dienste an Dr. Kaspar Andreas Griebe, der das Anwesen bereits 1668 an den Stiftssenior Stephan Lentke gab. Lentke investierte 1200 Taler in den Bau. Nach seinem Tod im Jahr 1699 übernahm sein Sohn Stephan von Lentke das Haus. Er bot 1713 dem Stiftskapitel die Kurie zum Wiederkauf an und verlangte die Erstattung der aufgewandten Baukosten in Höhe von 1520 Talern. Tatsächlich löste das Kapitel die Kurie dann 1714 wieder ein. Der Kanonikus und Konsistorialsekretär sowie späterer Stiftsdechant, Georg Wilhelm Eversmann, erhielt die Kurie im Jahr 1727. Den Brunnen teilte sich das Grundstück mit den benachbarten Häusern Nummer 25 und 26. Eversmann verstarb im Jahr 1757 und wurde von seinen Kindern beerbt. Das Grundstück ging an seinen Sohn, den preußischen Kriminalrat Ludwig Wilhelm Eversmann. Nach seinem Tod ließen seine Erben das Grundstück 1802 öffentlichen versteigern. Ersteigert wurde es vom Amtmann und Zehntpächter Joh. Christian Liebermann. |                                                         |
| Regierungsstraße 28 (alt) identisch mit Kreuzgangstraße 3              |                                                  | Das Haus bildete das nordöstliche Eckhaus zur Regierungsstraße und wurde auch unter der Adresse Regierungsstraße 28 geführt. Später wurde es nur unter der Nummer 28 geführt, die Nummer 3 wurde nicht mehr verwendet. Im Jahr 1631 bildete das Grundstück die Kurie des Domherrn Heinrich von Treskow. Zum Grundstück nahm Treskow eine weitere Kurie, die vor der Zerstörung der Stadt von 1631 vom Kanonikus des Nikolaistiftes Döberitz bewohnt wurde. Sie wurde jedoch bereits um 1642 wieder abgetrennt. In dem zweiten Gebäude wohnte der Domherr Arnold von Wobersnau. Im Anwesen lebte 1631 neben von Treskow mit seiner Familie und Dienerschaft auch Joachim von Treschauw (auch von Milauw) mit Familie und Dienerschaft sowie Rittmeister Hackelberg und mehrere Soldaten. Als Eigentümer folgte auf von Treskow der Domherr Wolfgang Gebhard Freiherr von Warberg, der 1648 jedoch verstarb. Im zweiten Haus lebte vermutlich der bereits 1640 verstorbene Domherr Bernhard von Rohr. Zumindest 1647 wurden seine Töchter als Eigentümerinnen genannt. Im Jahr 1675 waren beide Teile dem Domherrn Georg Job von Marschall zugewiesen. Nach seinem Tod im Jahr 1682 folgte ihm der Domherr Lewin Joachim von der Schulenburg nach, der jedoch die ihm verliehene Kurie nicht selbst bewohnte. Die eine Hälfte nutzte der dann 1687 verstorbene Domherr Christoph Günzel von Kannenberg, die andere hatte der Landschaftsschreiber Joh. August Beckmann angemietet. 1701 gehörte die Kurie Moritz von Hagen genannt Geist. In der Zeit von 1713 bis 1737 war die Kurie die Alvenslebensche Kurie. Für den Inhaber, den Königlichen Großbritannischen und Kurfürstlich hannoverschen Staatsminister Rudolf Anton von Alvensleben, musste jederzeit eine Wohnmöglichkeit im Gebäude bereitstehen. Auf ihn folgte der Domherr und Scholastikus Hermann Graf zu Wartensleben, der ab 1752 Dekan war. Im Gebäude wohnte auch Pronotarius Wohlfahrt zur Miete. Bei Abschluss des Mietvertrages wurde der Zustand des Fachwerkhauses und des Inventars urkundlich festgehalten. In der Zeit von 1761 bis 1774 gehörte die Kurie dem Grafen Friedrich Wilhelm von Wylich und Lottum, 1775 dann dem Domherren Eberhard von Bottlenberg genannt Kessel. Zum Zeitpunkt der Übergabe der Kurie an die Regierung des Königreichs Westphalen hieß das Anwesen Schlabrendorfsche Kurie und gehörte Graf Leopold Wilhelm von Schlabrendorf. König Jerome schenkte das Haus, gemeinsam mit mehreren anderen Häusern in Magdeburg der Stadt. 1816/1817 wurde es als Syphilis- und Krätzekrankenhaus genutzt, später wurde es vermietet. Im Jahr 1823 beabsichtigte das Landgericht Magdeburg das Grundstück zur Anlage eines Gefängnisses zu erwerben. Der Plan wurde jedoch nicht umgesetzt. 1826 erwarb es jedoch der Bankier Sußmann im Auftrag des Gutsbesitzers Vöckelmann-Benekenbeck für 5000 Taler von der Stadt. |                                                         |